# Бренценс, Эдуард
Эдуард Бренценс (латыш. Eduards Brencēns, 2 июля 1885, Мадлиенская волость, Рижский уезд, Лифляндская губерния, Российская империя — 17 апреля 1929, Рига) — латышский живописец, график, театральный художник, иллюстратор и декоратор. Один из основателей латышской профессиональной сценографии.

## Биография
Родился в крестьянской семье. После окончания школы, с 1902 по 1909 (с перерывами) обучался декорации и росписи по стеклу в Центральном училище технического рисования в Петербурге (теперь Санкт-Петербургская государственная художественно-промышленная академия имени А. Л. Штиглица). После окончания училища два года обучался витражному искусству и росписи стекла у двоюродного брата К. Бренцена.
Затем вернулся в Латвию. Выступал как актёр и художник-декоратор в любительских театрах.
Участник Первой мировой войны. В 1915 году был призван в русскую армию, участвовал в сражениях, в 1917 в Галиции получил тяжелое ранение.
После выздоровления занялся живописью, начал работать в любительском Валмиерском латышском драмтеатре.
В 1918—1919 активно участвовал в культурной жизни Валмиеры, работал учителем (до 1921 года), читал лекции об искусстве, организовывал выставки, создал и руководил обществом художников и писателей. В 1918 основал объединение художников «Baltā vārna» («Белая ворона»).
В 1921 переехал в Ригу, где работал школьным учителем рисования.
Э. Бренценс был членом Объединения независимых художников (с 1920 года), участвовал в выставках художественного общества «Садарбс».
В последние годы жизни жил и преподавал в городах Мадона и Цесвайне.
Умер в Риге, похоронен на кладбище Матиса.

## Творчество
Эдуард Бренценс — автор пейзажей, портретов, мифических и исторических композиций и книжных иллюстраций. Внëс большой вклад в развитие латышской сценографии.
Картинам (в частности, «В 1905 году») и иллюстрациям Бренценса присущи драматическая символика, выразительность образов.
- Дорога. 1927
- Иллюстрация сказки  «Заколдованные сестры»